# Nyugat-afrikai csimpánz
A nyugat-afrikai csimpánz (Pan troglodytes verus) a közönséges csimpánz egy alfaja. Nyugat-Afrikában él, főleg Elefántcsontparton és Guineában, de vannak populációi a környező országokban is.

## Osztályozás
A közönséges csimpánz (Pan troglodytes) egy alfaja, a közép-afrikai csimpánz (Pan troglodytes troglodytes), a kelet-afrikai csimpánz (Pan troglodytes schweinfurthii), és a kelet-nigériai csimpánz (Pan troglodytes vellerosus) mellett. Körülbelül 500.000 évvel ezelőtt váltak genetikailag különbözővé más csimpánz alfajoktól.

## Élőhely
A legnagyobb populációi Elefántcsontparton és Guineában találhatók. Más populációi túléltek Libériában, Sierra Leonéban és Bissau-Guineában. Reliktum populációi élnek Ghánában, Szenegálban, és Maliban. Az alfaj kihalt a vadonban Gambiában, Beninben, Burkina Fasóban és Togoban.

## Zsákmányszerzés

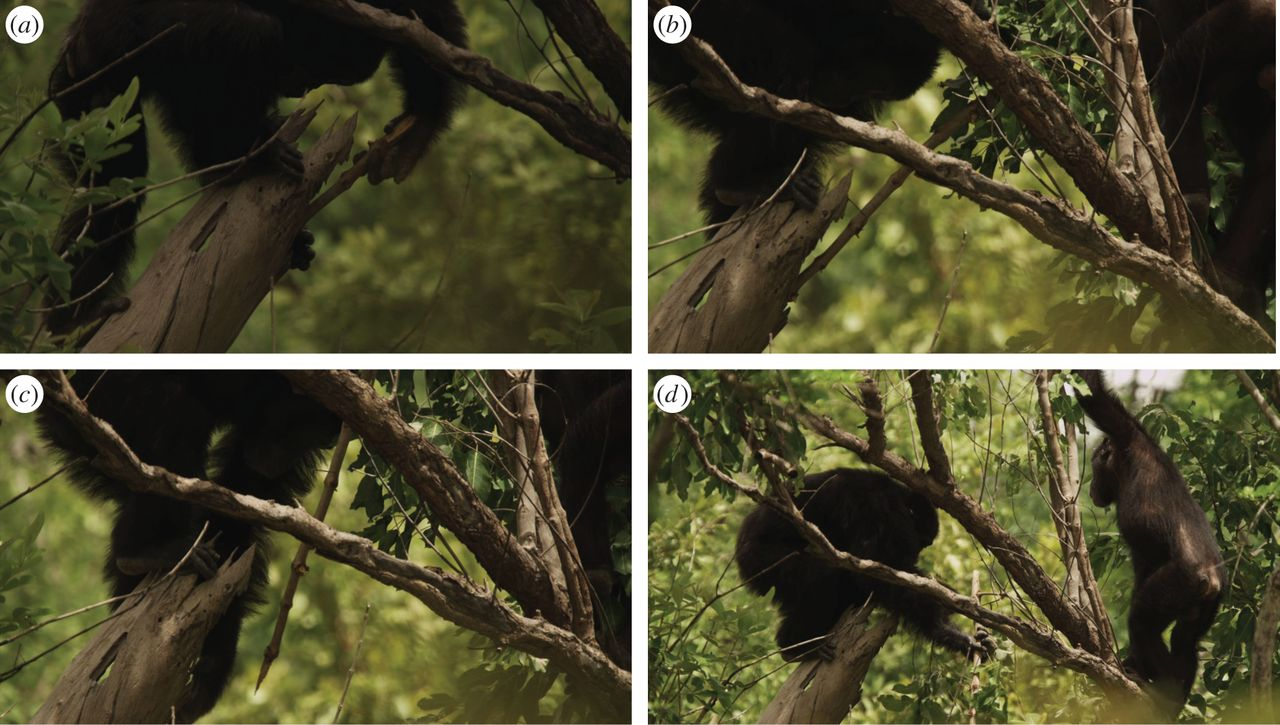
Egy nyugat-afrikai csimpánz egy falándzsát használva vadászik egy szenegáli fülesmakira az ágazaton belül, míg a serdülő testvére megfigyeli

A hím és a nőstény nyugat-afrikai csimpánzok különböznek a zsákmányukban. Fongoliban, Szenegálban a szenegáli fülesmakit a nőstények 75% zsákmányol, és 47% a hímeknek. Míg a hímek inkább majmokat zsákmányolnak, mint például sárgahasú szavannacerkófot (27%) és guineai páviánt (18%). Csak hímeknél figyelték meg a vadászatát a huszármajomnak, és csak nőstényeknél figyelték meg a vadászatát a zebramungónak. Mindkettő néha vadászik Delamere-bozótiantilopot előnyben részesítve a borjúkat, amikor adott a lehetőség. Felnőtt, serdülő és fiatal nőstények némileg valószínűbben vadásznak eszközökkel mint a hímek azonos korcsoportból.

## Megőrzés
A Természetvédelmi Világszövetség a nyugat-afrikai csimpánzt veszélyeztetett fajként sorolja be a vörös listán. 21 300-55 600 egyede él a vadonban egy becslés szerint. Az elsődleges veszély az élőhely elvesztés, bár az orvvadászat is fenyegeti.

## Egyedülálló viselkedés
A nyugat-afrikai csimpánznak az egyedülálló viselkedését soha nem figyelték meg más alfajok esetében. Falándzsát készítenek más főemlősök vadászatához, otthonokként használnak barlangokat, megosztják növényi ételt egymással, utaznak az éjszaka alatt, és elmerülnek a vízben és játszanak benne.